# Jotija
Jotija je řeka v Litvě, v Suvalkiji, v okrese Šakiai. Pramení ve vsi Jotija, 10 km na sever od městysu Lukšiai. Teče převážně směrem západním na území okresu Šakiai. U vsi Kirkilai se na říční hranici s Kaliningradskou oblastí Ruska vlévá do řeky Šešupė jako její pravý přítok, 61,6 km od jejího ústí do Němenu. Průměrný spád je 94 cm/km. Řeka protéká rybníkem Voverių tvenkinys, jehož rozloha je 51,2 ha Dolní tok spadá do oblasti rezervace řeky Jotije.

## Obce při řece
Jotija, Pajotijai, Jotyškiai, Pajotijys, Valenčiūnai, Mozūriškiai, Voveriai, Bunikiai, Dievaičiai, Rėžiūkai, Kirsliai.

## Přítoky
- Levé:

| Hydrologické pořadí | Řeka      | Délka (km) | Povodí (km²) | Vzdálenost od ústí (km) | Ústí kde    | Koordináty ústí |
| ------------------- | --------- | ---------- | ------------ | ----------------------- | ----------- | --------------- |
| 15010751            | Jotupis   | 5,9        | 12,6         | 29,4                    | Mozūriškiai |                 |
| 15010752            | Orija     | 31,2       | 102,8        | 20,8                    | Voveriai    |                 |
| 15010764            | Liaušupis | 3,8        | 9,4          | 11,3                    | Žiliai      |                 |
| 15010765            | J - 1     | 3,4        | 5,5          | 5,6                     | Rėžiūkai    |                 |

- Pravé:

| Hydrologické pořadí | Řeka       | Délka (km) | Povodí (km²) | Vzdálenost od ústí (km) | Ústí kde  | Koordináty ústí |
| ------------------- | ---------- | ---------- | ------------ | ----------------------- | --------- | --------------- |
| 15010762            | Kregždantė | 15,0       | 39,8         | 12,8                    | Bunikiai  |                 |
| 15010766            | Puknupis   | 3,2        | 8,2          | 4,3                     | Ročiškiai |                 |